# Lodovico Scapinelli
Lodovico Scapinelli (Modena, 1585 – Modena, 3 gennaio 1634) è stato un filologo e poeta italiano.

## Biografia
Lodovico Scapinelli nacque a Modena nel 1585. Suo fratello Antonio fu segretario e consigliere di Alfonso III e di Francesco I d'Este. Cieco dalla nascita, a ventiquattro anni fu nominato professore di eloquenza all'Università di Bologna, dove aveva conseguito il dottorato nel 1609. Scapinelli lasciò lo studio di Bologna nel 1618, dopo avervi insegnato nove anni. Ritornato a Modena, vi occupò la cattedra di belle lettere fino a che venne chiamato all'Università di Pisa, nel 1621. Nel 1628 tornò a Bologna, dove occupò la cattedra di primo professore di eloquenza che era stata di Sigonio. Scapinelli fu membro dell'Accademia degli Indefessi di Bologna. Fu amico di Alessandro Tassoni, che lo ricorda nel canto VIII della Secchia rapita e in una lettera a Paganino Gaudenzi, suo successore allo studio di Pisa, lo chiama affettuosamente «il nostro Cieco», di Antonio Querenghi, che favorì il suo passaggio all'Università di Bologna, e di Cesare Rinaldi, con il quale intrattenne una fitta corrispondenza.

## Opere
Scapinelli durante la sua vita non diede quasi nulla alle stampe. Dopo quasi due secoli dalla morte i suoi scritti furono raccolti e pubblicati da Giambattista Bodoni con il titolo Opere del dottore Lodovico Scapinelli (Parma, Reale Tipografia, 1801, 2 vol. in-8°). Il primo volume contiene una raccolta di poesie italiane e latine, il secondo 15 dissertazioni latine sull'Ab Urbe condita, utile commentario all'introduzione ed ai primi libri dell'opera di Tito Livio. Come poeta, Scapinelli non è un innovatore, pur frequentando i generi (idillio compreso) diffusi all’epoca. È piuttosto un tardo cinquecentista, alieno dall’uso di metafore troppo ardite e dal nuovo gusto poetico barocco. 
- (LA) In Nvptiis Sereniss. DD. D. Alphonsi Estensis et Infantae D. Isabellae de Sabavdia, Lvdovici Scapinelli Mvtinen. Carmen, Mutinae, Apud Iulianum Cassianum, 1608. URL consultato il 25 maggio 2022.
- Opere del dottore Lodovico Scapinelli Patrizio Modenese soprannominato Il Cieco, vol. 1, Parma, Reale Tipografia, 1801. URL consultato il 1º luglio 2021.
- Opere del dottore Lodovico Scapinelli Patrizio Modenese soprannominato Il Cieco, vol. 2, Parma, Reale Tipografia, 1801. URL consultato il 1º luglio 2021.